# Rödörad vattensköldpadda
Rödörad vattensköldpadda (Trachemys scripta elegans) är en underart av Trachemys scripta och en av de vanligaste sköldpaddorna att ha som husdjur. Den rödörade vattensköldpadda kan bli upp till 40 cm lång över skalet och leva uppemot 30 - 40 år i fångenskap. Den är förbjuden som invasiv art inom EU, och förekommer men reproducerar sig inte i svensk natur.

## Som husdjur
Då håller man den i ett terrarium med stor vattendel. Den tillbringar stor del av tiden i vatten. Den behöver emellertid också en landdel där den kan krypa upp ur vattnet, rödörade vattensköldpaddor måste ha en chans att kunna vara helt uppe ur vattnet för att förhindra att de får svamp. Ovanför landdelen ska det finnas en UV-lampa. Lampan ger dels värme, vilket är viktigt för matsmältningen, och dels UV-ljus, vilket hjälper sköldpaddorna att bilda vitamin D (kolekalciferol). Om man inte kan värma upp landdelen tillräckligt ska man även komplettera med en värmelampa för reptiler. En del av landdelen ska också vara svalare så sköldpaddan själv kan välja hur varmt den vill ha. Vattensköldpaddor förorenar vattnet mycket mer än akvariefiskar och man behöver därför ha mycket kraftiga filter för vattenrening.
Som foder kan man ge sköldpaddspellets, men helst ska man ge rå fisk. Fiskarna ska gärna vara små hela, eller lite större som man delat. Om man ger större fisk i bitar ska man inte ta bort skinn, ben och inälvor. Vattenväxter ska det alltid finnas tillgång till. Ruccola, maskrosblad och andra gröna bladgrönsaker kan man också ge. Yngre sköldpaddor äter en mer animalisk föda medan äldre sköldpaddor ska ha ungefär 80 - 90% växtbaserad diet.